# Jacques van Meer
Jacobus „Jacques“ van Meer (* 18. Mai 1958 in Wouw) ist ein ehemaliger niederländischer Radrennfahrer und nationaler Meister im Radsport.

## Sportliche Laufbahn
Jacques van Meer war im Straßenradsport aktiv und Teilnehmer der Olympischen Sommerspiele 1980 in Moskau. Im olympischen Straßenrennen belegte er den 33. Platz. Als Amateur gewann er die Ronde van Limburg und den Omloop der Kempen 1979. Mit der Nationalmannschaft bestritt er die Tour of Scotland (24. Platz 1977). 1978 und 1980 holte er Etappensiege in der Olympia’s Tour, 1979 in der Tour de Bretagne Cycliste, 1980 in der Tour du Loir-et-Cher. In der Saison 1980 siegte er in der nationalen Meisterschaft im Straßenrennen der Amateure, 1978 war er Vizemeister geworden. Nach den Olympischen Spielen wurde er Berufsfahrer. Er gewann 1983 das Rennen La Samyn vor Luc Colyn und 1984 eine Etappe in der Andalusien-Rundfahrt.
Bei Paris–Camembert 1983 wurde er Zweiter. Dritte Plätze holte van Meer 1983 in der Ronde van Overijssel und 1985 in der nationalen Straßenmeisterschaft. In der Tour de l’Avenir 1983 kam er auf den 82. Rang. Die Tour de Suisse 1983 beendete er nicht, 1986 wurde er 41.
Van Meer war Trainingskamerad und eine Saison Teamkollege von Gerrie Kneteman, mit dem er befreundet war.
Er bestritt alle Grand Tours.
| Grand Tour            | 1981 | 1982 | 1983 | 1984 | 1985 | 1986 |
| --------------------- | ---- | ---- | ---- | ---- | ---- | ---- |
| Vuelta a EspañaVuelta | 28   | –    | –    | –    | –    | –    |
| Giro d’ItaliaGiro     | –    | –    | –    | –    | 82   | DNF  |
| Tour de FranceTour    | –    | –    | –    | –    | 55   | –    |